# Strzelniki (Białoruś)
Strzelniki (biał. Стрэльнікі; ros. Стрельники) – wieś na Białorusi, w obwodzie grodzieńskim, w rejonie korelickim, w sielsowiecie Krasna, przy drodze republikańskiej .
W dwudziestoleciu międzywojennym leżały w Polsce, w województwie nowogródzkim, w powiecie nowogródzkim.